# حیات وحش شیلی

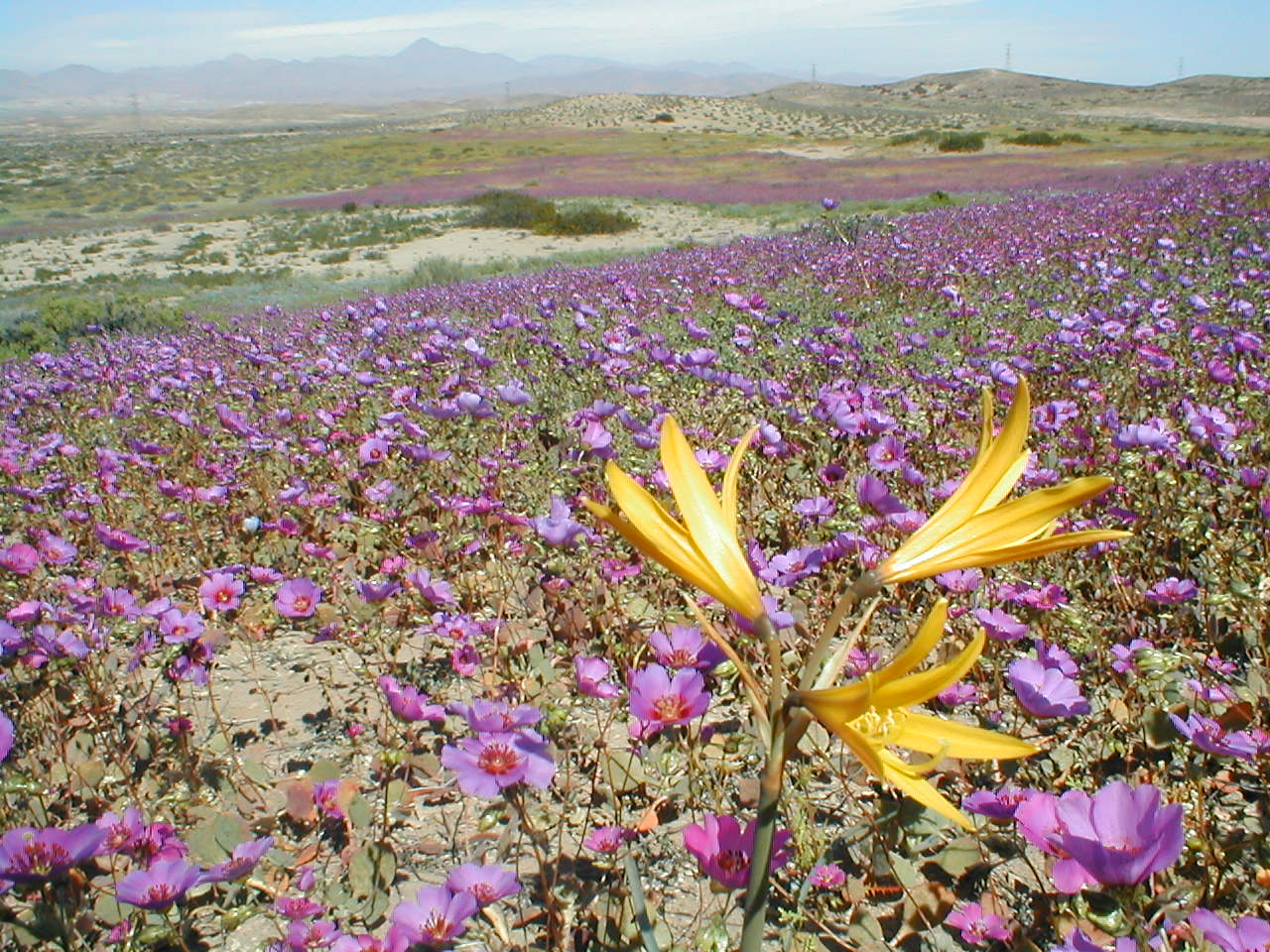
بیابان آتاکاما

حیات وحش شیلی به خاطر شکل باریک و کشیده این کشور بسیار گوناگون است. شیلی که اغلب بدان «ستون فقرات آمریکای جنوبی» می‌گویند، ۱۰۰ منطقه محافظت‌شده دارد که در مجموع مساحت ۱۴٫۵ میلیون هکتار (۲۰٪ کشور) را در ۳۶ پارک ملی، ۴۹ ذخیره‌گاه ملی و ۱۵ یادمان ملی پوشانده‌اند. در قسمت جنوبی شیلی ۵۰٪ گیاگان (بخشی از جنگل‌های بارانی معتدل به نام جنگل‌های بالدیبیان) بوم‌زاد هستند که ویژگی منحصربه‌فردی در دنیا است. گل زنگوله‌ای شیلی گل ملی، رخ‌کرکس آند پرنده ملی و گوزن آندی جنوبی حیوان ملی شیلی است. از نظر قانونی حیات وحش در شیلی مال بدون مالک (res nullius) است.

## اقلیم
در شمال شیلی بیابان آتاکامای ناملایم با حیات وحش معمول در بیابان مانند کاکتوس وجود دارد. در قسمت میانی کشور اقلیم مدیترانه‌ای معتدل وجود دارد؛ در حالی که جنوب کشور دارای مناطق کوهستانی سرد و مرطوب و جزایر متعدد است.

## کتابشناسی
- Gordon, Iain J. (13 January 2009). The Vicuna: The Theory and Practice of Community Based Wildlife Management. Springer. ISBN 978-0-387-09476-2.